# Јахоринафест
Јахоринафест (Јахорина филм фестивал) је културни догађај који се одржава од 2007. године на Палама. Оснивач фестивала је Удружење грађана Јахоринафест. Директор фестивала је Мирко Деспић и почасни предсједник Антонио Конте из Италије.

## Историја
Први Јахорина фестивал је одржан 2007. године на Палама и трајао је од 29.11. до 02.12.2007. године. Те године главну награду фестивала "Гран при" (Gran prix) освојио је документарни филм “Корнати“ из Хрватске.
Жири првог фестивала чинили су:
- Амбасадор Чешке републике Јиржи Кудела, предсједник жирија
- Културни аташе Амбасаде Републике Италије Даниел Онори, члан жирија
- Културни аташе Амбасаде Руске Федерације Јуриј Пичугин, члан жирија
- Редитељ Ратко Орозовић, члан жирија
- Културни аташе Амбасаде Републике Хрватске Крунослав Цигој, члан жирија
- Директор Гете институте Михаел Шроен
- Директор Кинотеке Републике Српске Милован Пандуревић

## Списак побједника по годинама
- 2008: “Вода и ватра” (Македонија)
- 2010: “Дуго путовање кроз историију, хисторију и повијест” (Србија)
- 2011: “Изван утабаних стаза” (Ирска/Румунија)
- 2014: “Свијетла за вријеме адвента” (Аустрија)
- 2015: “Док су они летјели на мјесец” (Србија)
- 2016: “Марио је гледао море заљубљеним очима” (Словенија)
- 2017: “Посљедња вечера” (БиХ)

## Пропозиције такмичења
Фестивал је међународног такмичарског карактера у којем се за "Гран при" (главна награда фестивала) такмиче остварења из области кратког играног, документароног и краткометражног филма.